# Scoposeni (gmina Gobran)
Scoposeni – wieś w Rumunii, w okręgu Jassy, w gminie Gorban. W 2011 roku liczyła 706 mieszkańców.